# Briefmarken-Jahrgang 1950 der Deutschen Post Berlin
Der Briefmarken-Jahrgang 1950 der Deutschen Post Berlin umfasste drei Sondermarken. In diesem Jahr wurden in Berlin keine Dauermarken herausgegeben.
Der Nennwert der Marken betrug 0,60 DM; dazu kamen 0,10 DM als Zuschlag für wohltätige Zwecke.

## Liste der Ausgaben und Motive
Legende
- Bild: Eine bearbeitete Abbildung der genannten Marke. Das Verhältnis der Größe der Briefmarken zueinander ist in diesem Artikel annähernd maßstabsgerecht dargestellt. Sollten keine Marken abgebildet sein, liegt es daran, dass das Urheberrecht des Künstlers noch nicht erloschen ist.
- Beschreibung: Eine Kurzbeschreibung des Motivs und/oder des Ausgabegrundes. Bei ausgegebenen Serien oder Blocks werden die zusammengehörigen Beschreibungen mit einer Markierung versehen eingerückt.
- Wert: Der Frankaturwert der einzelnen Marke in Pfennig. Ein „+“ bedeutet, dass es sich um eine Zuschlagsmarke handelt (= Frankaturwert + Spende).
- Ausgabedatum: Das Datum des erstmaligen Verkaufs dieser Briefmarke.
- Gültig bis: Das Datum, an dem die Gültigkeit endete.
- Auflage: Soweit bekannt, wird hier die zum Verkauf angebotene Anzahl dieser Ausgabe angegeben.
- Entwurf: Soweit bekannt, wird hier angegeben, von wem der Entwurf dieser Marke stammt.
- Mi.-Nr.: Diese Briefmarke wird im Michel-Katalog unter der entsprechenden Nummer gelistet.

| Sondermarken | |                  |                       |                   |           |                  |         |
| Bild         | Beschreibung | Werte in Pfennig | Ausgabe- datum (1950) | gültig bis        | Auflage   | Entwurf          | Mi.-Nr. |
|              | Eröffnung der deutschen Industrieausstellung Die Weltkugel, mit der Inschrift ERP (European Recovery Program) für den Marshallplan, getragen auf dem Rücken von Atlas | 20               | 1. Oktober            | 30. Juni 1951     | 1.000.000 | Piwczyk          | 71      |
|              | Wiederaufbau der Berliner Philharmonie Harfe und Lorbeerzweig Zuschlagmarke für den Wiederaufbau                                                                      | 10+5             | 29. Oktober           | 31. Dezember 1953 | 500.000   | Alfred Goldammer | 72      |
|              | Genter Altar (Ausschnitt) von Jan (um 1390–1441) und möglicherweise auch seinem Bruder Hubert van Eyck (um 1370–1426) Zuschlagmarke für den Wiederaufbau              | 30+5             | 29. Oktober           | 31. Dezember 1953 | 500.000   | Leon Schnell     | 73      |